# District de Sangli

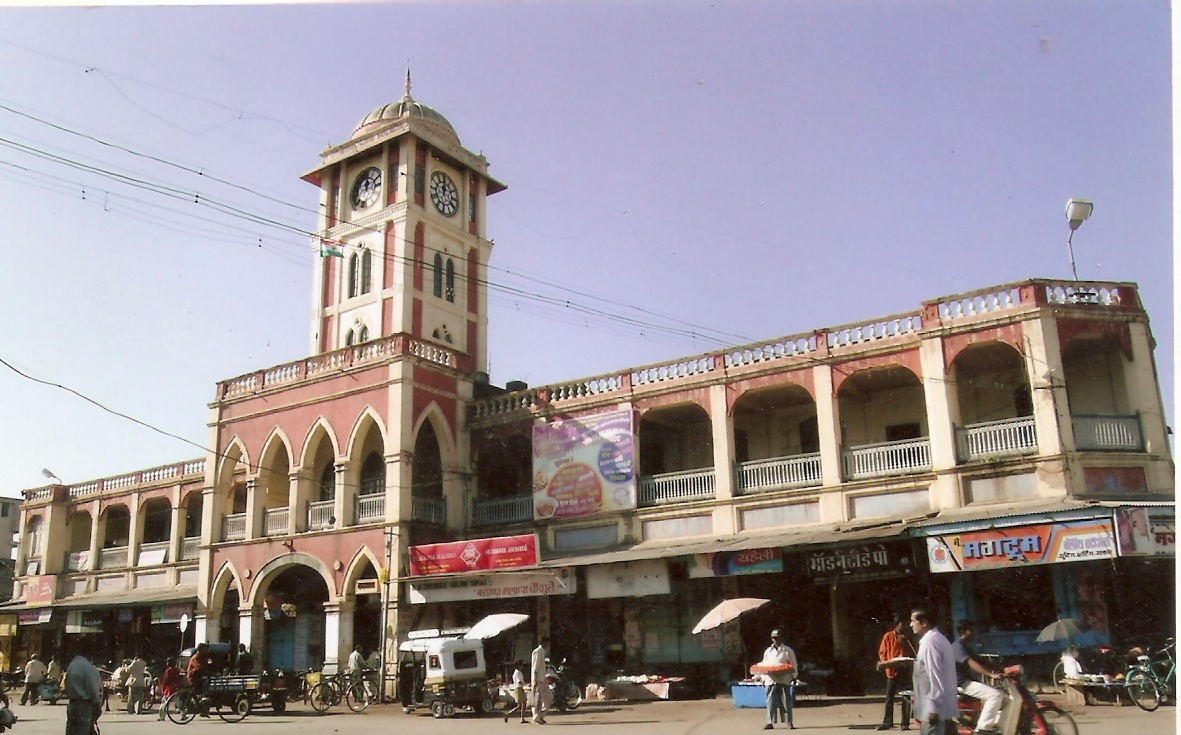
Le marché Laxmi de Miraj.

Le district de Sangli est un district de la Division de Pune du Maharashtra.

## Description
Son chef-lieu est la ville de Sangli. Au recensement de 2011, sa population était de 2 822 143 habitants.